# لكسينغتون
لكسينغتون (بالإنجليزية: Lexington, Tennessee) هي مدينة تقع في مقاطعة هندرسون (تينيسي) بولاية تينيسي في وسط شرق الولايات المتحدة. تبلغ مساحة هذه المدينة 30.3 (كم²)، وترتفع عن سطح البحر 159.1 م، بلغ عدد سكانها 7473 نسمة في عام 2010 حسب إحصاء مكتب تعداد الولايات المتحدة وتصل الكثافة السكانية فيها نسمة/كم2.

## التركيبة السكانية
حدّد مكتب تعداد الولايات المتحدة بيانات التركيبة السكانية للكسينغتون في تعداد الولايات المتحدة. في ما يلي، التركيبة السكانية حسب تعدادي 2000 و2010.

### تعداد عام 2000
بلغ عدد سكان لكسينغتون 7,393 نسمة بحسب تعداد عام 2000، وبلغ عدد الأسر 3,039 أسرة وعدد العائلات 2,035 عائلة مقيمة في المدينة. في حين سجلت الكثافة السكانية 240.3 نسمة لكل كيلومتر مربع (622.4/ميل2). وبلغ عدد الوحدات السكنية 3,371 وحدة بمتوسط كثافة قدره 109.6 لكل كيلومتر مربع (283.9/ميل2).
وتوزع التركيب العرقي للمدينة بنسبة 84.50% من البيض و13.07% من الأمريكيين الأفارقة و0.14% من الأمريكيين الأصليين و0.26% من الأمريكيين ذوي الأصول الآسيوية و0.03% من سكان جزر المحيط الهادئ و0.42% من الأعراق الأخرى و1.60% من عرقين مختلطين أو أكثر و1.18% من الهسبانيون أو اللاتينيون من أي عرق.
بلغ عدد الأسر 3,039 أسرة كانت نسبة 34.6% منها لديها أطفال تحت سن الثامنة عشر تعيش معهم، وبلغت نسبة الأزواج القاطنين مع بعضهم البعض 48.8% من أصل المجموع الكلي للأسر، ونسبة 14.5% من الأسر كان لديها معيلات من الإناث دون وجود شريك،  بينما كانت نسبة 3.7% من الأسر لديها معيلون من الذكور دون وجود شريكة وكانت نسبة 33% من غير العائلات. تألفت نسبة 30.4% من أصل جميع الأسر من عدة أفراد يعيشون في نفس المنزل ونسبة 12.9% كانت تتألف من شخص يعيش بمفرده يبلغ من العمر 65 عاماً أو أكثر. وبلغ متوسط حجم الأسرة المعيشية 2.32، أما متوسط حجم العائلات فبلغ 2.88.
بلغ العمر الوسطي للسكان 37.9 عاماً. وكانت نسبة 23.8% من القاطنين تحت سن الثامنة عشر، وكانت نسبة 8.1% بين الثامنة عشر والرابعة والعشرين عاماً، ونسبة 27.2% كانت واقعةً في الفئة العمرية ما بين الخامسة والعشرين والرابعة والأربعين عاماً، ونسبة 22% كانت ما بين الخامسة والأربعين والرابعة والستين، ونسبة 14.5% كانت ضمن فئة الخامسة والستين عاماً فما فوق. يوجد لكل 100 أنثى 85.1 ذكر، ويوجد لكل 100 أنثى في الثامنة عشر من عمرها فما فوق 79.8 ذكر.
بلغ متوسط دخل الأسرة في المدينة 29,725 دولارًا، أما متوسط دخل العائلة فبلغ 41,429 دولارًا. وكان متوسط دخل الذكور 31,558 دولارًا مقابل 23,212 دولارًا للإناث. وسجل دخل الفرد الخاص بالمدينة 18,368 دولارًا. وكانت نسبة 10.2% من العائلات ونسبة 13.2% من السكان تحت خط الفقر، وكان من هؤلاء نسبة 15.2% تحت سن الثامنة عشر ونسبة 12.8% في الخامسة والستين من العمر وما فوق.

### تعداد عام 2010
بلغ عدد سكان لكسينغتون 7,652 نسمة بحسب تعداد عام 2010، وبلغ عدد الأسر 3,173 أسرة وعدد العائلات 2,042 عائلة مقيمة في المدينة. في حين سجلت الكثافة السكانية 248.8 نسمة لكل كيلومتر مربع (644.4/ميل2). وبلغ عدد الوحدات السكنية 3,603 وحدة بمتوسط كثافة قدره 117.1 لكل كيلومتر مربع (303.3/ميل2).
وتوزع التركيب العرقي للمدينة بنسبة 80.51% من البيض و14.35% من الأمريكيين الأفارقة و0.20% من الأمريكيين الأصليين و0.47% من الأمريكيين ذوي الأصول الآسيوية و1.52% من الأعراق الأخرى و2.95% من عرقين مختلطين أو أكثر و3.27% من الهسبانيون أو اللاتينيون من أي عرق.
بلغ عدد الأسر 3,173 أسرة كانت نسبة 32.9% منها لديها أطفال تحت سن الثامنة عشر تعيش معهم، وبلغت نسبة الأزواج القاطنين مع بعضهم البعض 43.1% من أصل المجموع الكلي للأسر، ونسبة 17% من الأسر كان لديها معيلات من الإناث دون وجود شريك،  بينما كانت نسبة 4.3% من الأسر لديها معيلون من الذكور دون وجود شريكة وكانت نسبة 35.6% من غير العائلات. تألفت نسبة 31.3% من أصل جميع الأسر من عدة أفراد يعيشون في نفس المنزل ونسبة 13.4% كانت تتألف من شخص يعيش بمفرده يبلغ من العمر 65 عاماً أو أكثر. وبلغ متوسط حجم الأسرة المعيشية 2.35، أما متوسط حجم العائلات فبلغ 2.92.
بلغ العمر الوسطي للسكان 39.2 عاماً. وكانت نسبة 23.9% من القاطنين تحت سن الثامنة عشر، وكانت نسبة 8.4% بين الثامنة عشر والرابعة والعشرين عاماً، ونسبة 25.7% كانت واقعةً في الفئة العمرية ما بين الخامسة والعشرين والرابعة والأربعين عاماً، ونسبة 25.9% كانت ما بين الخامسة والأربعين والرابعة والستين، ونسبة 16.1% كانت ضمن فئة الخامسة والستين عاماً فما فوق. وتوزع التركيب الجنسي للسكان بنسبة 46.5% ذكور و53.5% إناث.

## أعلام
- نيل ويلسون
- ستانلي توماس أندرسون
- كريستوفر هاريس وليامز
- تومي غيلبرت
- دوغ غيلبرت
- بادي كانون
- جون ماي تايلور

## وصلات خارجية
- http://www.ci.lexington.tn.us نسخة محفوظة 16 فبراير 2012 على موقع واي باك مشين.
- The US50 - Cities and Towns in Tennessee State